# Кампо Сан Маркос, Ел Чоризо (Кулијакан)
Кампо Сан Маркос, Ел Чоризо (шп. Campo San Marcos, El Chorizo) насеље је у Мексику у савезној држави Синалоа у општини Кулијакан. Насеље се налази на надморској висини од 20 м.

## Становништво
Према подацима из 2010. године у насељу је живео 1 становник.

### Хронологија
| Година       | 2000            | 2005 | 2010 |
| ------------ | --------------- | ---- | ---- |
| Становништво | 784 (420 / 364) | 5    | 1    |

### Попис
| # | Индикатор                     | Вредност |
| - | ----------------------------- | -------- |
| 1 | Укупно домаћинстава           | 199      |
| 2 | Укупно насељених домаћинстава | 1        |
| 3 | Величина локације             | 1        |